# Roksvoll Station
Roksvoll Station (Roksvoll holdeplass) var en jernbanestation på Gjøvikbanen, der lå mellem Reinsvoll og Raufoss i Vestre Toten kommune i Norge.
Stationen åbnede som trinbræt 20. juni 1929. Den blev nedlagt 2. juni 1985.